# معدن بريطانيا

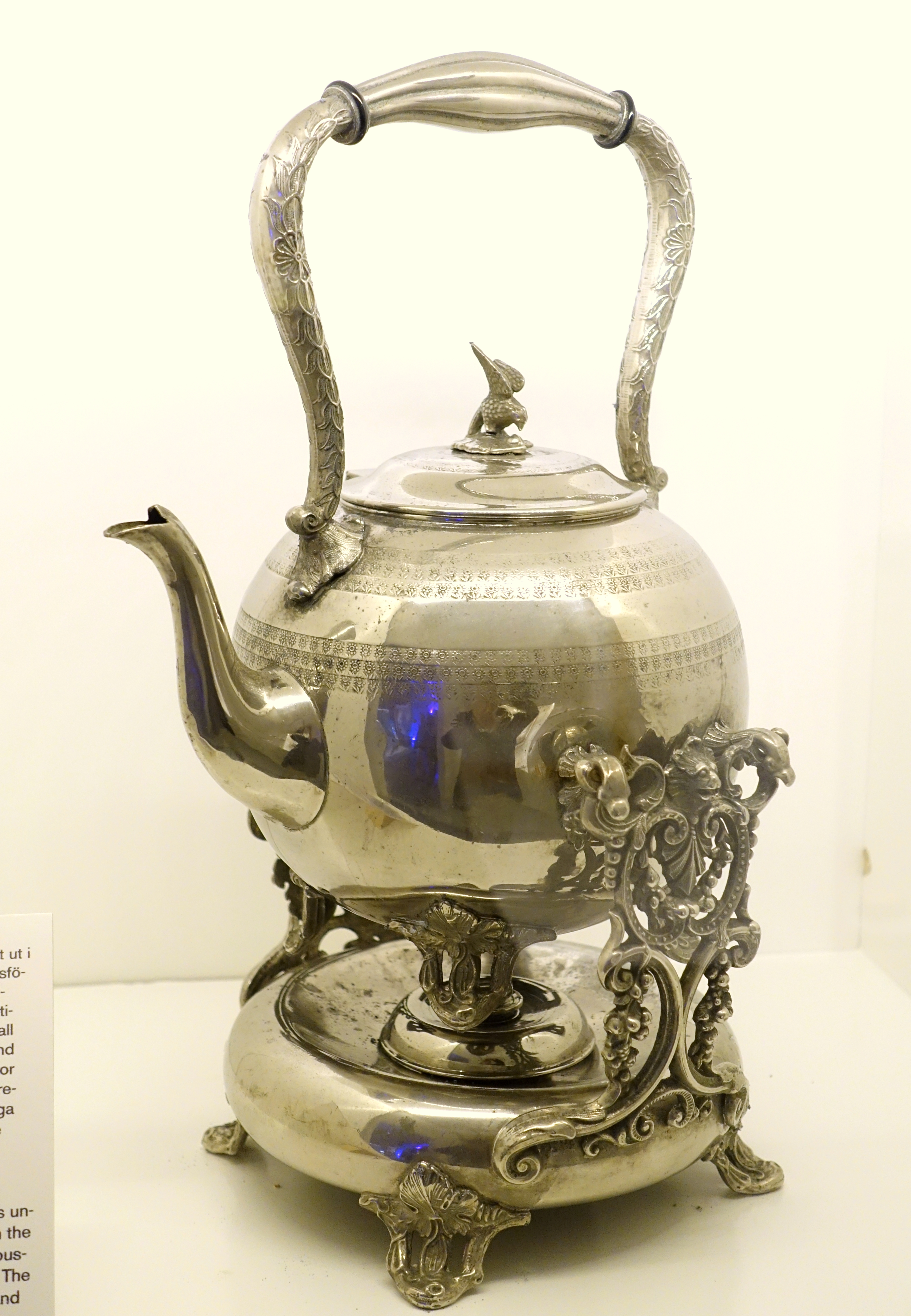
إبريق شاي مصنوع من معدن بريطانيا

معدن بريطانيا  هو نوع خاص من سبيكة بيوتر التي تتميز بمظهرها الفضي وسطحها الناعم الأملس. يتألف تركيب السبيكة من القصدير (92 %) والإثمد (6 %) والنحاس (2 %).
عادة ما تجرى عملية رحو للسبيكة (تقوير بالرحو Metal spinning) بدل عملية الصب. تنصهر هذه السبيكة عند حوالي 255 °س.

## اقرأ أيضاً
- بيوتر
- بابت